# Strangalia fulvicornis
Strangalia fulvicornis là một loài bọ cánh cứng trong họ Cerambycidae.